# دوگانه‌گرایی (سیاست)

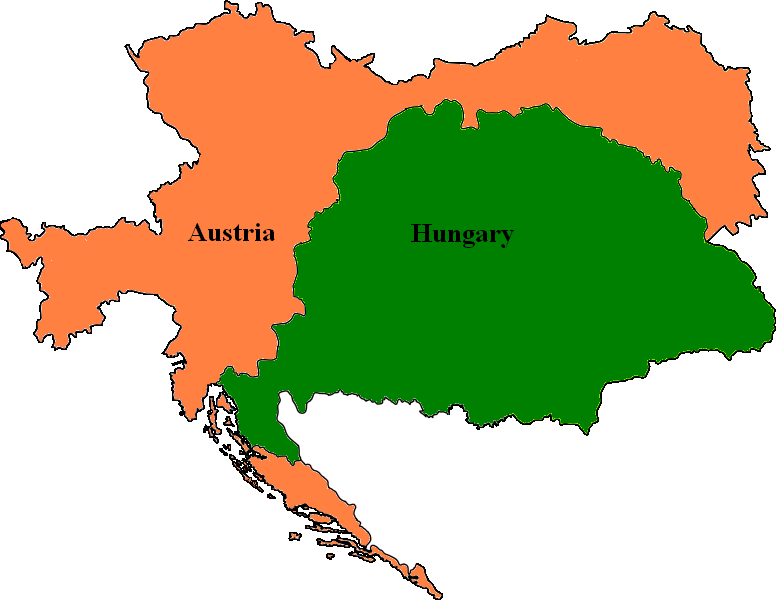
دوگانه گرایی در اتریش مجارستان

دوگانه‌گرایی (مجاری: dualizmus alatt) در هلند و برخی دیگر از  نظام‌های پارلمانی مانند لوکزامبورگ و  سوئد اصطلاح دوگانگی برای اشاره به تفکیک قوا بین کابینه و پارلمان مورد استفاده قرار می‌گیرد و خواهد گرفت.